# جسی لوین
 جسی لوین (انگلیسی: Jesse Levine؛ زاده ۱۵ اکتبر ۱۹۸۷) یک تنیس‌باز اهل ایالات متحده آمریکا است.